# Eric M. Smith

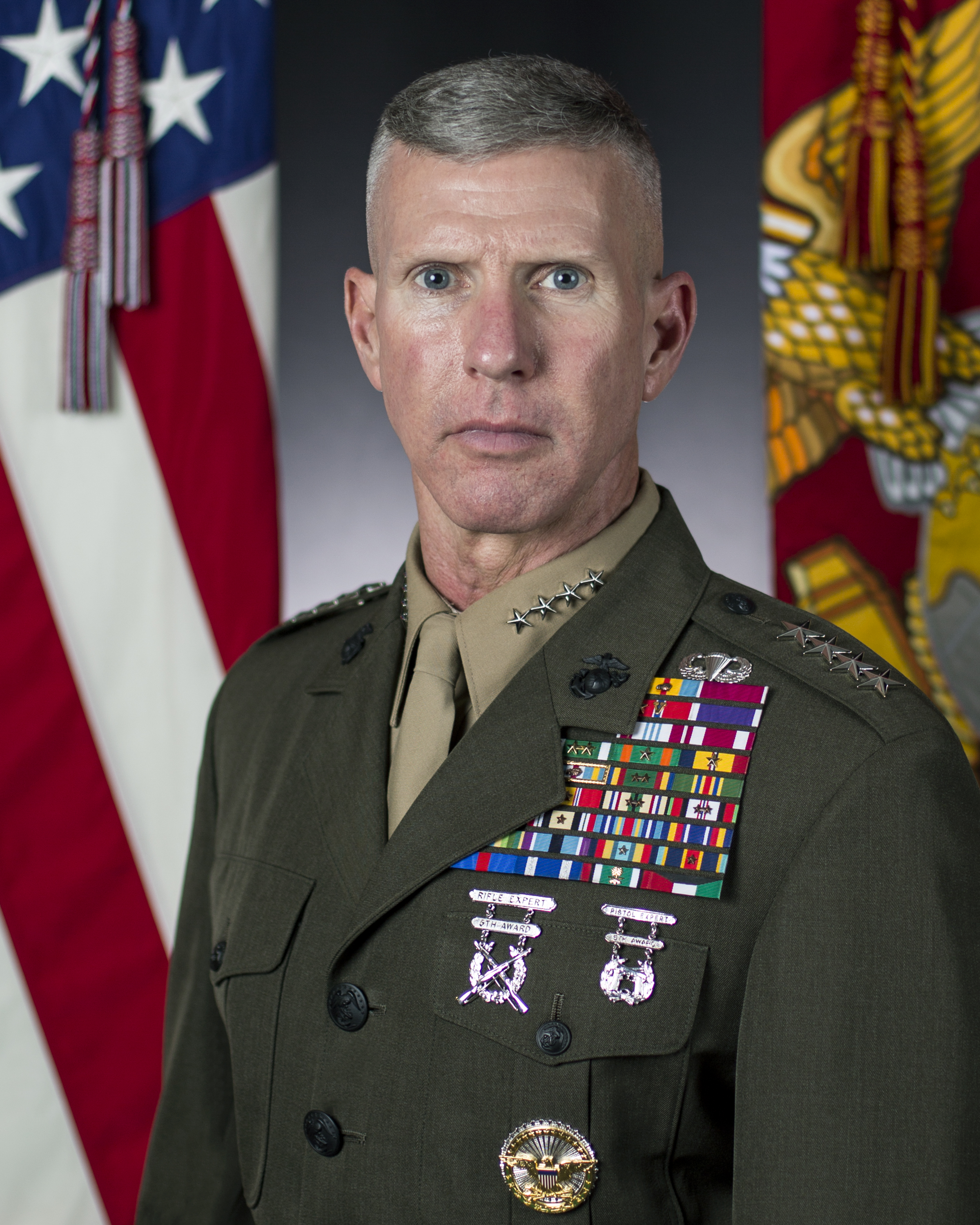
Eric M. Smith (2021)

Eric M. Smith (* 1964/1965 in Kansas City, Missouri) ist ein US-amerikanischer Viersternegeneral und Commandant des U.S. Marine Corps (USMC).

## Herkunft und Ausbildung
Smith ist gebürtig aus Kansas City, Missouri, und wuchs in Plano, Texas, auf.
Er besuchte die Texas A&M University in College Station, Texas, wo er sich einem Kadettenkorps (Ross Volunteers) anschloss und Kommandeur des Musikkorps der Universität (Fightin' Texas Aggie Band) wurde.
Er wurde im Jahr 1987 zum Leutnant in der Reserve des Marine Corps ernannt.

## Werdegang im Marine Corps
Smith wurde nach Abschluss von Grundlehrgängen in das 2. Bataillon des 3. Marines Regiment versetzt. Mit dieser Einheit nahm er im Zweiten Golfkrieg an den Operationen Desert Shield und Desert Storm teil. Nach einer Verwendung als Offizier für die Auswahl von Offiziersnachwuchs besuchte Smith die Schule für Amphibische Kriegführung und wurde anschließend dem 2. Bataillon des 2. Regiments zugeteilt. Mit dieser Einheit nahm er an der Operation Assured Response in Monrovia, Liberia, teil.
Nach einer Zeit als Ausbildungsoffizier an der Texas A&M University folgte für Smith die Teilnahme am Generalstabslehrgang am Command and General Staff College. Von 2001 bis 2003 diente er als Leiter der Abteilung Marine in der amerikanischen Militärmission in Caracas, Venezuela.
Es folgte von 2003 bis 2006 der Einsatz als Operationsoffizier in der 1. Division der Marines, der ihn auch in den Irak nach Falludscha und Ramadi führte.
Als stellvertretender Chef des Stabes der 2. Marines Division und Kommandeur des 8. Regiments der Marines war er in Afghanistan an der Operation Enduring Freedom beteiligt.
Nach einer Zeit als Kommandeur des United States Southern Command in Miami, Florida erfolgte im November 2015 seine Versetzung in das Verteidigungsministerium. Im Pentagon diente er als Senior Military Assistant to the Secretary of Defense (militärischer Berater des Ministers).
Im Rang eines Generalmajors übernahm Smith anschließend das Kommando über die 1. Division der Marines im Camp Pendleton.
Im August 2018 wurde er zum Generalleutnant befördert und Kommandeur des III. Marineexpeditionskorps. Am 13. Juni 2019 übernahm er die Funktion des kommandierenden Generals und stellvertretenden Commandant des Marine Corps. Er wurde gleichzeitig Vier-Sterne-General. Als Stellvertretender Commandant war er für Kampfentwicklung (combat development) und „Integration“ zuständig.
Im Mai 2023 wurde Smith als Nachfolger von David H. Berger als 39. Commandant of the Marine Corps nominiert. Er übernahm die Aufgabe am 10. Juli 2023 kommissarisch, da der Senat seine Ernennung nicht bestätigt hatte. Die Blockade begründet der republikanische Senator Tommy Tuberville mit seinem Protest gegen die Praxis der Streitkräfte, Militärpersonal aufwändige Reisen zum Zwecke von Schwangerschaftsabbrüchen zu finanzieren. Am 22. September 2023 wurde Smith im Amt vereidigt. Am 31. Oktober 2023 wurde er wegen eines Herzinfarktes in ein Krankenhaus eingeliefert. Dort wurde eine bikuspide Aortenklappe bei Smith diagnostiziert, woraufhin er sich einer Herzoperation unterziehen musste. Anfang März 2024 konnte er vollständig genesen seinen Dienst wieder aufnehmen.

## Auszeichnungen
in Anlehnung an die Order of Precedence of Military Awards:
- Defense Distinguished Service Medal
- Legion of Merit
- Bronze Star Medal
- Purple Heart
- Defense Meritorious Service Medal
- Meritorious Service Medal
- Navy and Marine Corps Commendation Medal
- Navy and Marine Corps Achievement Medal
- Combat Action Ribbon
- Joint Meritorious Unit Award
- Navy Unit Commendation
- Navy Meritorious Unit Commendation
- National Defense Service Medal
- Southwest Asia Service Medal
- Afghanistan Campaign Medal
- Iraq Campaign Medal
- Global War on Terrorism Expeditionary Medal
- Global War on Terrorism Service Medal
- Armed Forces Service Medal
- Humanitarian Service Medal
- Sea Service Deployment Ribbon
- Navy and Marine Corps Overseas Service Ribbon
- Marine Corps Recruiting Service Ribbon
- NATO Medal for service with ISAF
- Kuwait Liberation Medal (Saudi Arabia)
- Kuwait Liberation Medal (Kuwait)

Ferner:
- Parachutist Badge (Fallschirmspringerabzeichen)
- Rifle Expert Badge (Schützenabzeichen Gewehr)
- Pistol Expert Badge (Schützenabzeichen Pistole)
- Office of the Secretary of Defense Identification Badge (Erkennungsabzeichen für das Büro des Verteidigungsministers)